# Platan

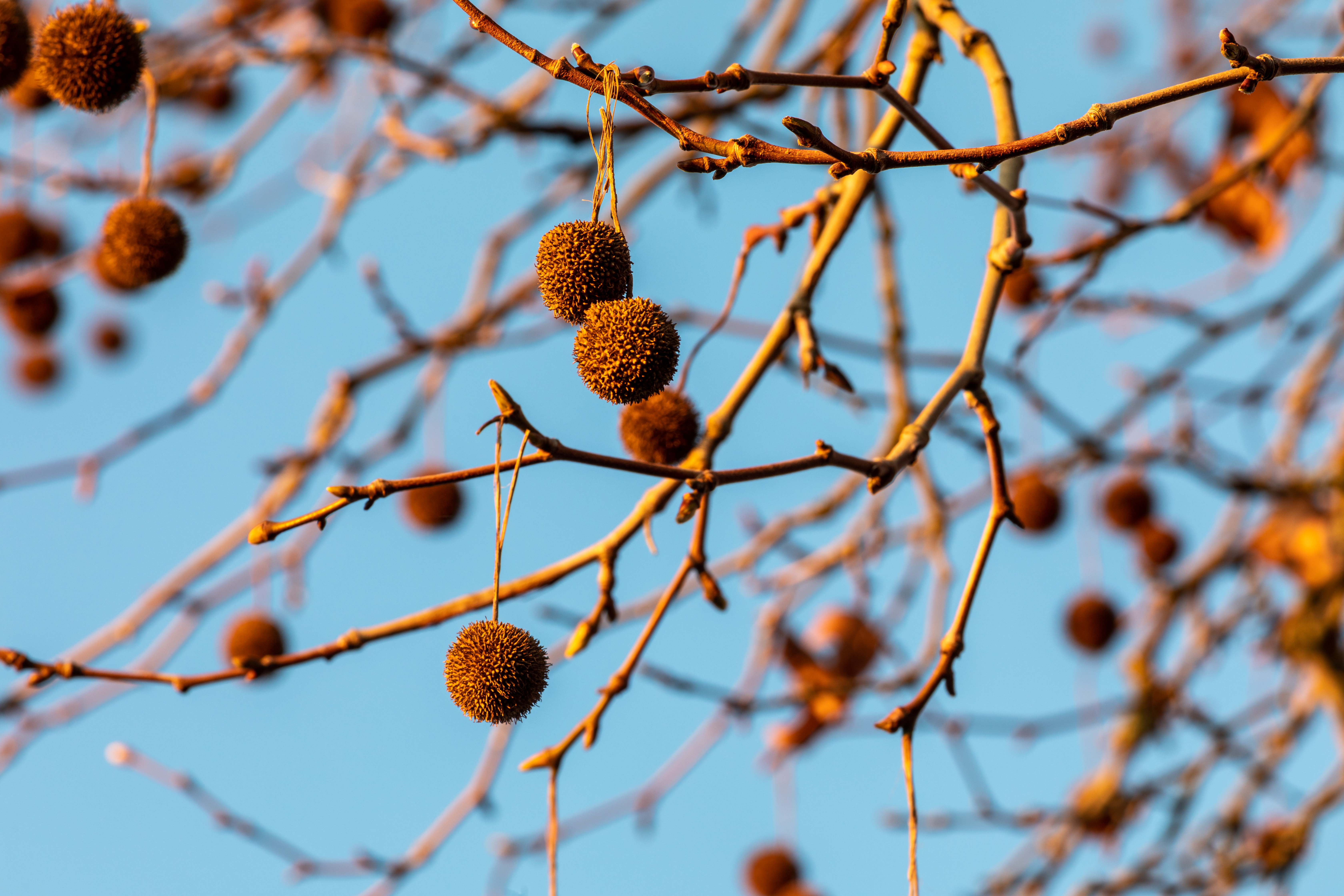
Owoce platana klonolistnego

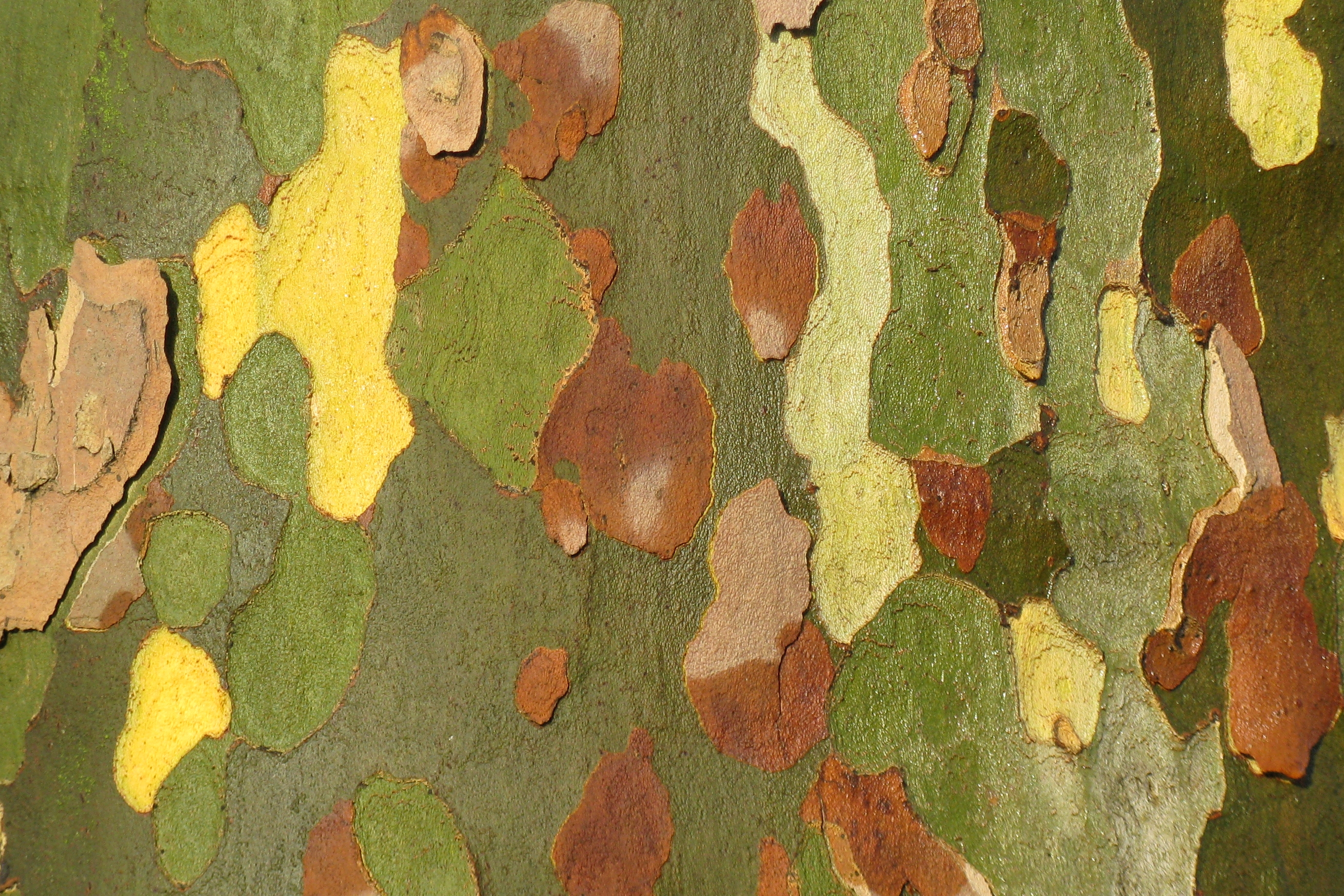
Kora platana klonolistnego

Platan (Platanus L.) – rodzaj drzew należący do rodziny platanowatych. Obejmuje 9 gatunków. Siedem gatunków występuje w Ameryce Północnej od Meksyku na południu (gdzie jest ich największe zróżnicowanie) po Ontario na północy, jeden gatunek (platan wschodni) rośnie od południowo-wschodniej Europy po Himalaje i jeden (Platanus kerrii) w Laosie i północnym Wietnamie. Drzewa te rosną na terenach skalistych, często wzdłuż dolin rzecznych i strumieni oraz nad jeziorami.
Niektóre gatunki są uprawiane jako rośliny ozdobne, głównie w parkach i jako drzewa przyuliczne. Długą tradycję uprawy ma platan wschodni sadzony często w ogrodach w kulturze islamu oraz na placach w centrach miejscowości. Popularnie uprawiany jest mieszaniec platana wschodniego i zachodniego – platan klonolistny. Drewno platanów jest cenione jako surowiec do wyrobu oklein. Gatunki północnoamerykańskie wykorzystywane były także jako rośliny lecznicze przez Indian.

## Morfologia
PokrójDuże drzewa o rozłożystych koronach, osiągające ponad 50 m wysokości. Ich charakterystyczną cechą jest łuszcząca się w postaci cienkich płatków kora, gładka i jasna (brązowa, szara do białawej). Pędy i liście pokryte są rozgałęzionymi lub gwiazdkowatymi włoskami.
LiścieOpadające zimą lub w porze suchej (rzadko częściowo zimozielone), skrętoległe. Blaszki 3- do 7-klapowych, na brzegu ząbkowane, podobne do liści klonu, duże (do ok. 30 cm długości). Ogonki liściowe długie, u nasady zgrubiałe, osłaniające pąk.
KwiatyNiepozorne i rozdzielnopłciowe, zebrane w osobne, choć podobne, męskie i żeńskie, kulisto-główkowate kwiatostany. W jednym kwiatostanie złożonym powstaje zwykle od jednej do 5, rzadziej do 12 główek. Okwiat kwiatów męskich składa się z 3–4 drobnych działek kielicha i płatków korony. Rozwijają się w nich 3–4 pręciki. Kwiaty żeńskie mają okwiat złożony tylko z 3–4 działek. Zawierają 5–9 słupków zwieńczonych długim, czerwonym znamieniem.
OwoceJednonasienne niełupki wąskie i długie, zebrane w kuliste owocostany, które zwisają na długich szypułkach.

## Systematyka
Pozycja systematyczna
Rodzaj z monotypowej rodziny platanowatych (Platanaceae), która wraz z siostrzaną rodziną srebrnikowatych (Proteaceae) wchodzi w skład rzędu srebrnikowców (Proteales), stanowiącego jedną ze starszych linii rozwojowych dwuliściennych właściwych. Dawniej była uznawana zwykle za blisko spokrewnioną z oczarowatymi Hamamelidaceae. 
Lista gatunków
- Platanus gentryi Nixon & J.M.Poole
- Platanus kerrii Gagnep.
- Platanus lindeniana M.Martens & Galeotti
- Platanus mexicana Moric. – platan meksykański
- Platanus occidentalis L. – platan zachodni
- Platanus orientalis L. – platan wschodni
- Platanus racemosa Nutt. – platan kalifornijski
- Platanus rzedowskii Nixon & J.M.Poole
- Platanus wrightii S.Watson – platan arizoński
- Platanus × hispanica Mill. ex Münchh. – platan klonolistny